# Melanochromis dialeptos
Melanochromis dialeptos là một loài cá thuộc họ Cichlidae. Nó là loài đặc hữu của Malawi. Môi trường sống tự nhiên của chúng là hồ nước ngọt. It can be identified by the black markings found throughout its fin 